# Texto Patriarcal
El Patriarcal Texto de 1904, originalmente oficialmente publicado como El Nuevo Testamento, Aprobado por la Gran Iglesia de Cristo (Griego: Η Καινή Διαθήκη εγκρίσει της Μεγάλης του Χριστού Εκκλησίας), también sabido como el Patriarcal Texto, o Antoniades-texto, o simplemente PT, es un texto de Nuevo Testamento publicado por el Patriarca Ecuménico de Constantinopla el 22 de febrero de 1904. El tipo textual es bizantino y utiliza 116 documentos utilizaron en el leccionario de la Iglesia Ortodoxa, 45 de los cuales son de Monte Athos y Constantinopla, con el resto que proviene Atenas y Jerusalén. Los textos fuente utilizados datan de siglos IX-XVI, con una mayoría procedentes de los siglos X-XIV. El texto original es íntegramente en griego. El Patriarcal Texto no es el único utilizado ni el único texto griego autorizado del Nuevo Testamento utilizado por la Iglesia Ortodoxa.

### Historia
Con el crecimiento de crítica textual en los siglos XVIII y XIX, y particularmente el rival tipo textual ecléctico, el Patriarca Constantino V de Constantinopla creó un comité en 1899 para examinar su propia tradición. El comité constó de Michael Metropolitano Kleovoulos de Sardis, Metropolitano Apostolos Christodoulou de Stavroupoli y Profesor Vasileios Antoniades de la Escuela Teológica de Chalki, quién personalmente estudió los 45 textos de Monte Athos y Constantinopla. La comisión planeó la creación de un Nuevo Testamento estandarizado en el idioma griego para reconstruir los documentos antiguos de la historia eclesiástica de la Iglesia.  Aunque comúnmente se cita como publicado en 1904, las revisiones posteriores se habían hecho en 1907 y 1912, el últimos hechos por Profesor Antoniades. Hoy el Patriarcal Texto es generalmente utilizado en Grecia, con un texto modificado que corrige errores de la versión de 1912 que son publicados por Apostoliki Diakonia, que es la editorial oficial de la Iglesia de Grecia, con otros editores que distribuyen el Patriarcal Texto también.